# Friesodielsia dielsiana
Friesodielsia dielsiana är en kirimojaväxtart som först beskrevs av Adolf Engler, och fick sitt nu gällande namn av Cornelis Gijsbert Gerrit Jan van Steenis. Friesodielsia dielsiana ingår i släktet Friesodielsia och familjen kirimojaväxter. Inga underarter finns listade i Catalogue of Life.